# Вулф-Крик (кратер)
«Вулф-Крик» (англ. Wolfe Creek Crater) — метеоритный кратер в Австралии, оставленный метеоритом Wolf Creek.

## История открытия
Обнаружен в 1947 году при проведении аэрофотосъемки Земли. Коренные аборигены считают это место священным и у них есть легенда о его появлении. Согласно ей, из этого кратера вышла змея, которая является одной из покровительниц мира.

## Описание
Кратер составляет примерно 880 метров в диаметре, его плоское дно расположилось приблизительно на 55 метров ниже оправы кратера и на 25 метров ниже песочной равнины за пределами кратера. В центре кратера земля немного повышается. Здесь растут большие деревья, которые тянут влагу из водных запасов кратера, скапливающихся после летних дождей.
Вокруг кратера обустроен национальный парк с одноимённым названием. Название кратера дословно трактуется из сказаний аборигенов как «камень летящего солнечного дня». Он возник около ста двадцати тысяч лет назад.
Глубина кратера изначально составляла порядка 120 метров, с течением времени, из-за природных воздействий, таких как ветер, который раздувает песчаное сопло кратера, его глубина уменьшилась примерно до 50—60 метров. Но, тем не менее, за счёт сухого климата, кратер хорошо сохранился.
На данный момент земля в кратере очень деформирована и имеет очень необычный состав различных пород и заполнен разнообразным космическим мусором. Западный склон Вулф-Крика усеян осколками метеорита. А возле самого кратера случаются находки фрагментов железного метеорита.

## В культуре
- Посещение кратера туристами и последующие за этим события показаны в австралийском фильме ужасов «Волчья яма», «Волчья яма 2» и его телесериала «Волчья яма».